# Lattmann Béla
Lattmann Béla (Dorog, 1960. június 20. –) a Liszt Ferenc Zeneművészeti Egyetem jazz tanszakának tanszékvezető basszusgitártanára.

## Pályafutása
Zenei pályafutását a Győri Zeneművészeti Főiskola zongora szakán kezdte, majd a budapesti konzervatórium jazz tanszakát végezte el nagybőgő szakon. 
1989 óta a Liszt Ferenc Zeneművészeti Egyetem jazz tanszékén dolgozik. 
2004-ben az Amerikai Egyesült Államokban (New York, Washington, Chicago) turnézott, részt vett az Ankarai Jazz Fesztiválon, a 2005-ös budapesti Örömkoncerten, a 2007-es MOL Jazz fesztiválon Bob Mintzerrel. 
Nemzetközi turnéi során számos világhírű hazai és külföldi zenésszel dolgozott együtt. 
Korábban a Kaszakő és a Things együttes tagja volt.
A jövő basszusgitárosait két helyen, a Liszt Ferenc Zeneművészeti Egyetemen és a Kőbányai Zenei Stúdióban is oktatja, emellett több formáció tagjaként (Lattmann Quartet, László Attila Band, Charlie, Zorán, Orosz Zoltán) rendszeresen és aktívan koncertezik és stúdiózik.

## Díjai, kitüntetései
- EMeRTon-díj
- Artisjus-díj
- Pro-Urbe díj
- 2008-ban a budapesti Liszt Ferenc Zeneművészeti Főiskola jazz tanszakának tanszékvezető basszusgitártanáraként a Magyar Köztársasági Érdemrend lovagkeresztjét kapta.
- 2018 – Artisjus előadóművészeti díj[2]
- 2022 – A Magyar Érdemrend tisztikeresztje

## Jelentősebb albumai
- 1983: Kaszakő – Édenkert, Krém,
- 1987: Things – Blues for the last punk, Jazzpoint,
- 1990: Things & Tony Lakatos – Mother Nature, Jazzpoint,
- 1992: Kornél Horváth – Rag Handed, Sentemo Records,
- 1994: Morgan Workshop
- 1995: László Attila Band – The only one, Magyar Rádió,
- 1999: László Attila Band – Smart kid, BMC,
- 2002: László Attila Band – Once Upon A Time, BMC,
- 2006: László Attila Band – Just Trust, Tom-Tom Records, 2006
- 2009: Indiai filmzene
- 2010: Csanyi-Lattmann Quartett – A walk ont he beach, Tom-Tom Records
- 2014. Orosz Zoltán – Csak játék, Kadenzia